# Музей на Семберия (Биелина)
Музей на Семберия (на сръбски: Музеј Семберије) е музей в град Биелина, Република Сръбска, Босна и Херцеговина. Основан е през 1970 г. Той се помещава в най-старата сграда на града, на ул. „Карађорђева“ № 2. Разполага с над 10 000 експоната, с три постоянни експозиции – археологически, етноложки и исторически. Музеят представлява централната регионална музейна институция на Семберия. Директор на музея е Момчило Копривица.

## История
Той води началото си от музейната сбирка „Семберия“, която е основана през 1970 г., а от 1978 г. се помещава в сградата „Конак“, където е и днес. През 1981 г. е изложена постоянна изложба от две части: „Археологически находки в земите на Семберия“ и „Бит и култура на населението в Семберия“. През 2001 г. музейната сбирка официално се преименува в Музей на Семберия, а през 2005 г. е създадена трета част от постоянната експозиция, която представя живота на градското население на Биелина.